# كلوديا سالاس
كلوديا سالاس (بالإسبانية: Claudia Salas)‏ هي ممثلة إسبانية، ولدت يوم 23 يوليو 1994 في مدريد في إسبانيا.

## روابط خارجية
- كلوديا سالاس على موقع IMDb (الإنجليزية)
- كلوديا سالاس على موقع روتن توميتوز (الإنجليزية)
- كلوديا سالاس على موقع ألو سيني (الفرنسية)
- كلوديا سالاس على موقع قاعدة بيانات الفيلم (الإنجليزية)